# Daniel Zawadzki

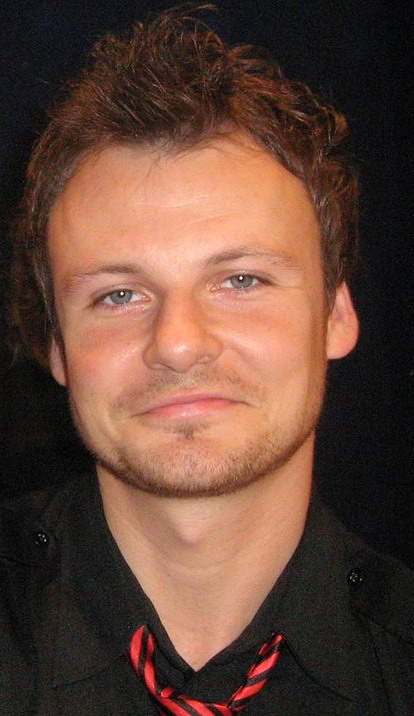
Daniel Zawadzki (2007)

Daniel Zawadzki (* 24. August 1974 in Konin, Woiwodschaft Großpolen) ist ein polnischer Schauspieler und Synchronsprecher.

## Leben
Sein Debüt als Schauspieler hatte er in dem Theaterstück Three Tall Women von Edward Albee. 1999 folgte sein Abschluss an der Fakultät für Schauspiel in Breslau. Er war danach an einem kleinen Theater in Targówek, einem Stadtteil von Warschau fest angestellt. Die Produzenten der Serie Klan entschieden 2004 die Rolle Michał Chojnicki umzubesetzen. Ihre Wahl fiel auf Daniel Zawadzki. Seitdem ist er ein fester Bestandteil der Serie. 2005 hatte er noch einen Auftritt in dem Kinofilm Solidarność, solidarność….
Neben der Schauspielerei ist Daniel Zawadzki auch als Synchronsprecher tätig.

## Filmografie
- 2000: Klasa na obcasach
- 2000: Egoiści
- 2003: M jak miłość
- 2004–2007: Klan (Fernsehserie)
- 2005: Solidarność, solidarność…
- 2008: Malgosia contra Malgosia
- 2011: Na Wspólnej